# Marco Frigo
Marco Frigo (Bassano del Grappa, 2 marzo 2000) è un ciclista su strada italiano che corre per il team Israel-Premier Tech. È stato campione nazionale Under-23 in linea nel 2019.

## Palmarès

### Strada
- 2019 (Zalf-Euromobil-Désirée-Fior, una vittoria)

Campionati italiani, Prova in linea Under-23
- 2021 (SEG Racing Academy, una vittoria)

1ª tappa Ronde de l'Isard d'Ariège (Tolosa > Montauban)
- 2022 (Israel Cycling Academy, una vittoria)

4ª tappa Circuit des Ardennes (Charleville-Mézières > Charleville-Mézières)
- 2025 (Israel-Premier Tech, una vittoria)

3ª tappa Tour of the Alps (Vipiteno > San Candido)

## Piazzamenti

### Grandi Giri
- Giro d'Italia

2023: 32º
2024: 44º
2025: 28º

### Classiche monumento
- Milano-Sanremo

2025: 112º

### Competizioni mondiali
- Campionati del mondo

Innsbruck 2018 - In linea Junior: 21º
Fiandre 2021 - Cronometro Under-23: 33º
Fiandre 2021 - In linea Under-23: 77º

### Competizioni europee
- Campionati europei

Plouay 2020 - In linea Under-23: 76º